# Callback (программирование)
Callback (англ. call — вызов, англ. back — обратный) или фу́нкция обра́тного вы́зова в программировании — передача исполняемого кода в качестве одного из параметров другому коду. Обратный вызов позволяет в функции исполнять код, который задаётся в аргументах при её вызове. Этот код может быть определён в других контекстах программного кода и быть недоступным для прямого вызова из этой функции. Некоторые алгоритмические задачи в качестве своих входных данных имеют не только числа или объекты, но и действия (алгоритмы), которые естественным образом задаются как обратные вызовы.

## Применение
Концепция обратного вызова имеет много приложений. Например, некоторые алгоритмы (функции) в качестве подзадачи имеют задачу вычисления хеш-значения от строки. В аргументах при запуске алгоритма (функции) удобно задавать, какую именно функцию использовать для вычисления хеш-значений.
Другой пример алгоритма, которому естественно передавать в аргументе функцию, — алгоритм обхода какого-либо хранилища объектов с применением некоторого действия к каждому объекту. Обратный вызов может выступать в роли этого действия (алгоритма).
Техника программирования обратного вызова в языках программирования, подобных языку C, проста. При вызове основной функции ей просто передаётся указатель на функцию обратного вызова. Классическим примером является функция qsort из библиотеки stdlib. Эта функция позволяет отсортировать массив элементов одинаковой длины. В качестве аргументов она получает адрес первого элемента массива, количество элементов в массиве, размер элемента, и указатель на функцию сравнения двух элементов массива. Эта функция сравнения и есть функция обратного вызова в данном примере:
```
#include
 
<stdlib.h>

// функция сравнения целых чисел по модулю

int
 
compare_abs
(
const
 
void
 
*
a
,
 
const
 
void
 
*
b
)
 
{

   
int
 
a1
 
=
 
*
(
int
*
)
a
;

   
int
 
b1
 
=
 
*
(
int
*
)
b
;

   
return
 
abs
(
a1
)
 
-
 
abs
(
b1
);

}

int
 
main
()
 
{

   
int
 
size
 
=
 
10
;

   
int
 
m
[
size
]
 
=
 
{
1
,
 
-3
,
 
5
,
 
-100
,
 
7
,
 
33
,
 
44
,
 
67
,
 
-4
,
 
0
};

   
// сортировка массива m по возрастанию модулей

   
qsort
(
m
,
 
size
,
 
sizeof
(
int
),
 
compare_abs
);

   
return
 
0
;

}

```

Об обратном вызове можно думать как о действии, передаваемом некоторой основной процедуре в качестве аргумента.
И это действие может рассматриваться как:
- подзадача и использоваться для обработки данных внутри этой процедуры;
- «телефонная связь», используемая для того, чтобы «связываться» с тем, кто вызвал процедуру, при наступлении какого-то события (англ. callback дословно переводится как «звонок обратно»).

Показанный выше пример как раз соответствует первому случаю.
Случай, когда обратный вызов используется как «телефонная связь», отражает код, где задаётся функция обработки определённого сигнала:
```
#include
 
<stdio.h>

#include
 
<signal.h>

volatile
 
sig_atomic_t
 
br
 
=
 
1
;

void
 
sig
(
int
 
signum
)

{

        
br
=
0
;

}

int
 
main
(
int
 
argc
,
 
char
 
*
argv
[])

{

        
signal
(
SIGINT
,
 
sig
);

        
printf
(
"Press break keyboard key combination to stop the program
\n
"
);

        
while
(
br
);

        

        
printf
(
"Received SIGINT, exit
\n
"
);

        
return
 
0
;

}

```

В некоторых языках программирования, таких как Common Lisp, Erlang, Scheme, Clojure, PHP, JavaScript, Perl, Python, Ruby и других, есть возможность конструировать анонимные (не именованные) функции и функции-замыкания прямо в выражении вызова основной функции, и эта возможность широко используется.
В технологии AJAX при выполнении асинхронного запроса к серверу необходимо указывать функцию обратного вызова, которая будет вызвана, как только придёт ответ на запрос. Часто эту функцию определяют «прямо на месте», не давая ей никакого определённого имени:
```
 
new
 
Ajax
.
Request
(
'http://example.com/do_it'
,

 
{

   
method
:
 
'post'
,

   
onSuccess
:
 
function
(
transport
)
 
{
 
// функция, вызываемая

      
window
.
alert
(
"Done!"
);
        
// при успешном выполнении запроса

   
},
                               
// 

   
onFailure
:
 
function
()
 
{
          
// функция, вызываемая

      
window
.
alert
(
"Error!"
);
       
// при ошибке выполнения запроса

   
}

 
});

```

Функция обратного вызова используется также в шаблоне проектирования «Наблюдатель» (Observer). Так, например, используя библиотеку Prototype, можно создать «наблюдателя», который следит за нажатиями на элемент с идентификатором "my_button" и при получении события пишет сообщение внутрь элемента "message_box":
```
 
Event
.
observe
 
(
$
(
"my_button"
),
 
'click'
,
 
function
()
 
{

   
$
(
"message_box"
).
innerHTML
 
=
 
"Вы нажали на кнопку!"

 
});

```

Функция обратного вызова является альтернативой полиморфизму функций, а именно, позволяет создавать функции более общего назначения вместо того, чтобы создавать серию функций, одинаковых по структуре, но отличающихся лишь в отдельных местах исполняемыми подзадачами. Функции, принимающие в качестве аргументов другие функции или возвращающие функции в качестве результата, называют функциями высшего порядка. Техника обратного вызова играет важную роль для достижения повторного использования кода.

## Зачем использовать функции обратного вызова
Для лучшего понимания причин использования обратного вызова рассмотрим простую задачу выполнения следующих операций над списком
чисел: напечатать все числа, возвести все числа в квадрат, увеличить все числа на 1, обнулить все элементы.
Ясно, что алгоритмы выполнения этих четырёх операций схожи — это цикл обхода всех элементов списка с некоторым действием в теле цикла,
применяемый к каждому элементу. Это несложный код, и в принципе можно написать его 4 раза.
Но давайте рассмотрим более сложный случай, когда список у нас хранится не в памяти, а на диске, и со списком могут работать несколько процессов одновременно и необходимо решать проблемы синхронизации доступа к элементам (несколько процессов могут выполнять разные задачи — удаления некоторых элементов из списка, добавления новых, изменение существующих элементов в списке). В этом случае задача обхода всех элементов списка будет довольно сложным кодом, который не хотелось бы копировать несколько раз. Правильнее создать функцию общего назначения для обхода элементов списка и дать возможность программистам абстрагироваться от того, как именно устроен алгоритм обхода и писать лишь функцию обратного вызова для обработки отдельного элемента списка.

## Структурирование ПО
Структурирование программного обеспечения через функции обратного вызова — очень удобный и широко используемый подход, так как при этом поведение программы с неизменным (в том числе закрытым) кодом можно изменять в очень широких пределах. Это реализуется двумя путями — или «альтернативной реализацией» какой-либо функции, или «добавлением в цепочку вызовов» ещё одной функции.
Как правило, разработчик реализует через обратные вызовы не всю функциональность программы, а лишь ту, которую предполагается расширять или изменять плагинами. Для подключения плагинов предоставляется специальная процедура, которая и заменяет «стандартные» обратные функции от разработчика на альтернативные из плагина.
Самым известным примером такого подхода является операционная система Microsoft Windows, где функции обратного вызова именуются «handler» («обработчик»), и существует возможность вставить дополнительную процедуру между любыми двумя стандартными. Этот подход называется «перехват событий» и используется, например: антивирусами для проверки файлов, к которым производится обращение; вирусами для считывания вводимых с клавиатуры символов; сетевыми фильтрами для сбора статистики и блокирования пакетов.
В современных Unix и Linux системах существует возможность динамической загрузки и выгрузки модулей ядра, работа которых также основана на функциях обратного вызова. При этом существует модуль (расширение ядра) FUSE, который, в свою очередь, предоставляет возможность обычным пользовательским программам обслуживать (перехватывать) запросы к виртуальным файловым системам.
В программном обеспечении иногда встречается декомпозиция программ, полностью основанная на функциях обратного вызова, что несколько ухудшает читаемость кода, но даёт максимальные возможности для плагинов. Пример такого продукта — DokuWiki.

## Достоинства и недостатки
Достоинства:
- Возможность динамического изменения функциональности (подключения и отключения плагинов/модулей при работе программы).
- Возможность неограниченного количества вариантов вызываемой функции без изменения базового (в данном контексте) кода.
- Возможность вставки вызываемой функции не только для альтернативного поведения, но и в качестве ещё одной (промежуточной) подпрограммы — обычно для отслеживания операций или изменения параметров для следующей (вызываемой) функции. Таких независимых «дополнительных звеньев» в цепочке вызовов может быть сколько угодно.
- Поддержка функций обратного вызова в большинстве современных языков программирования общего назначения.

Недостатки:
- Уменьшение производительности, связанной с дополнительными вызовами «обратной функции», прямо пропорционально «стоимости вызова функции» в среде выполнения и количеству дополнительных вызовов при работе программы.
- Ухудшение читаемости исходного кода — для понимания алгоритма программы необходимо отслеживать всю цепочку вызовов.